# Савченко Трохим Архипович
Трохи́м Архи́пович Са́вченко (нар. 1899, село Дмитрівка, Конотопський повіт, Чернігівська губернія — пом. 22 листопада 1921, містечко Базар, Базарська волость, Овруцький повіт, Волинська губернія) — козак-зв'язківець при штабі 4-ї Київської дивізії Армії УНР, Герой Другого Зимового походу.

## Життєпис
Народився 1899 року у селі Дмитрівка Конотопського повіту Чернігівської губернії в українській селянській родині.
Закінчив однокласне сільське училище. Працював наглядачем на телеграфі. Не входив до жодної партії.
В Армії УНР із 1919 року. Служив козаком-зв'язківцем при штабі 2-ї Волинської дивізії, згодом — в Окремій старшинській сотні цієї ж дивізії. Інтернований у табір міста Каліш.
Під час Другого Зимового походу — козак-зв'язківець при штабі 4-ї Київської дивізії. Потрапив у полон 17 листопада 1921 року під селом Малі Міньки. Розстріляний більшовиками 22 листопада 1921 року біля міста Базар. Посмертно нагороджений Хрестом Симона Петлюри №2196.
Реабілітований 27 квітня 1998 року.

## Вшанування пам'яті
- Його ім'я вибите серед інших на Меморіалі Героїв Базару.